# 勒萨普
勒萨普（法語：Le Sap，法語發音：[lə sap] ⓘ）是法国奥恩省的一个旧市镇，属于阿让唐区。2016年，勒萨普与市镇奥维尔合并为新市镇欧日地区萨普，勒萨普为新市镇行政中心。

## 地理
勒萨普（48°53'40"N, 0°20'19"E）面积22.73 平方千米，位于法国诺曼底大区奧恩省，该省份为法国西北部内陆省份，北起顺时针与卡爾瓦多斯省、厄尔省、厄尔-卢瓦省、萨尔特省、马耶讷省和芒什省接壤。
与勒萨普接壤的市镇（或旧市镇、城区）包括：肖蒙。
勒萨普的时区为UTC+01:00、UTC+02:00（夏令时）。

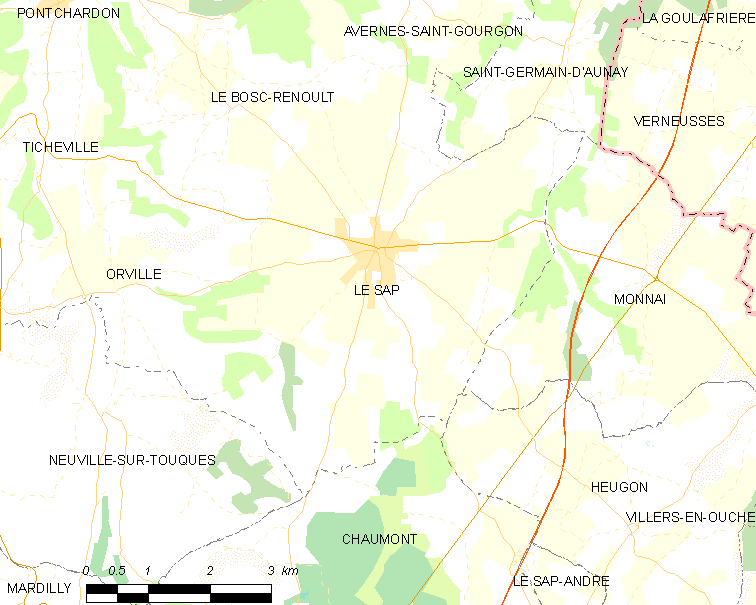
勒萨普的OSM定位图

## 行政
勒萨普的邮政编码为61470、61120，INSEE市镇编码为61460。

## 政治
勒萨普所属的省级选区为维穆捷县。

## 人口

1962-2008年间勒萨普人口变化图示

勒萨普于2018年1月1日时的人口数量为852人。